# اورت فرگوسن
اورت فرگوسن (انگلیسی: Everett Ferguson؛ زادهٔ ۱۸ فوریهٔ ۱۹۳۳ ‏(۹۲ سال)) پژوهشگر مسیحیت اولیه و استاد دانشگاه مسیحی ابیلن در تگزاس اهل ایالات متحده آمریکا است.